# Dana Hill
Dana Lynne Goetz (sinh ngày 6 tháng 5 năm 1964, mất ngày 15 tháng 7 năm 1996) là một nữ diễn viên và người pha trò Mỹ.